# Rotierende Raumstation

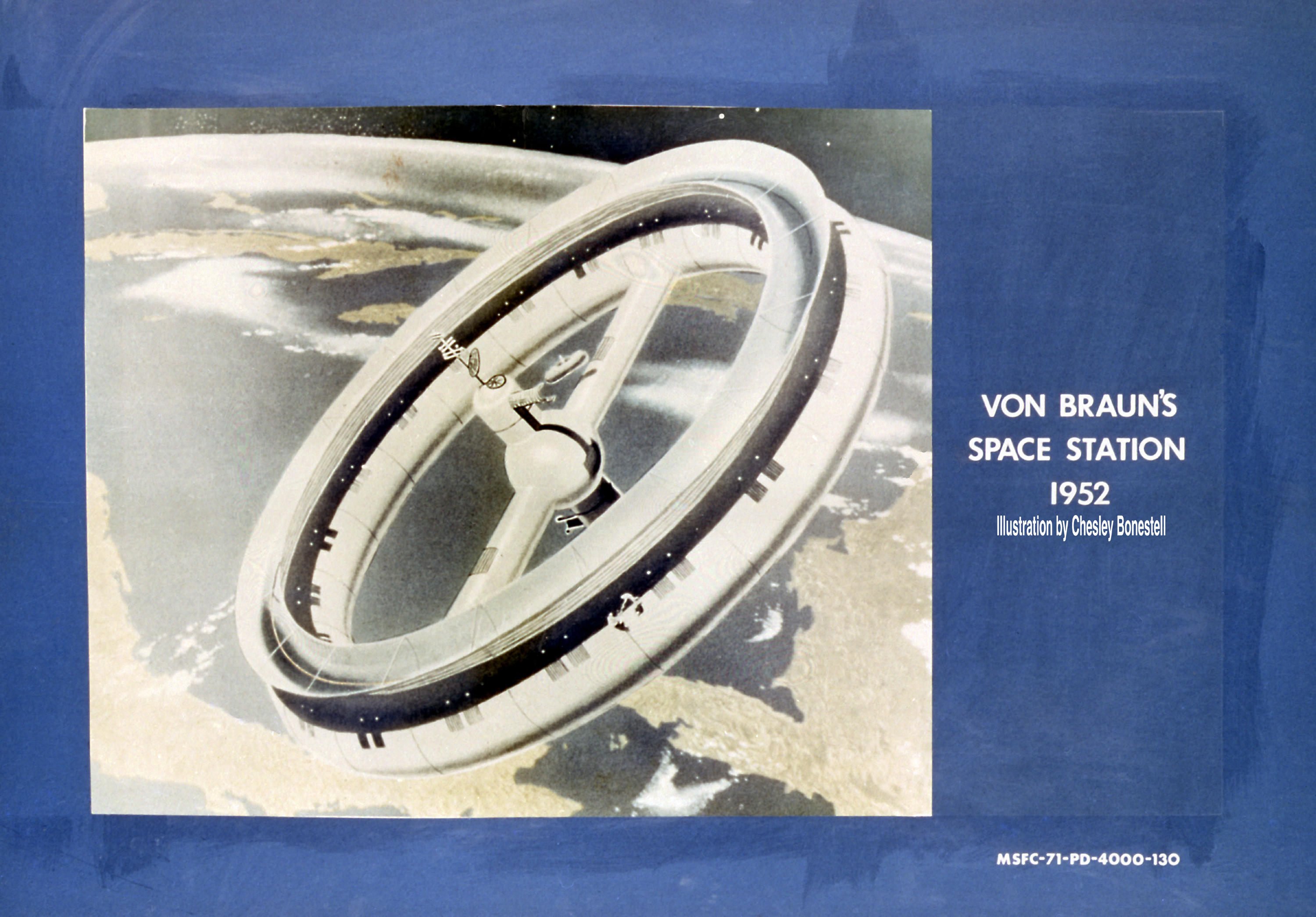
Rotierende Raumstation, Konzept von Wernher von Braun, 1952.

Rotierende Raumstationen (englisch: von Braun wheels) sind hypothetische, reifenförmige, um ihre eigene Achse rotierende Raumstationen oder Raumschiffe, die durch ihre Rotation den Effekt einer künstlichen Schwerkraft bedingen.

## Geschichte
Der russische Raumfahrtpionier Konstantin Tsiolkovsky dachte bereits 1903 über die Möglichkeit einer rotierenden Raumstation nach. 1928 findet sich die Beschreibung einer rotierenden Raumstation in dem unter dem Pseudonym Hermann Noordung in Berlin veröffentlichten Buch Problem der Befahrung des Weltraums des slowenisch-österreichischen Autors Herman Potočnik. Es ist sehr wahrscheinlich, dass der zu jener Zeit in Berlin tätige Ingenieur Wernher von Braun das Buch kannte. Braun wurde, trotz seiner Kollaborationen mit den Nationalsozialisten, zu einem wichtigen Teil des US-amerikanischen Raketenprojekts und beschrieb, zusammen mit Willy Ley, eine entsprechende Struktur im Jahr 1952 in dem Magazin Collier’s Weekly.
Der Film 2001: Odyssee im Weltraum popularisierte die Idee im Jahr 1968; zuweilen wird die Erstidee sogar dem Co-Autor des Drehbuchs, Arthur C. Clarke, zugeschrieben. Seitdem sind rotierende Raumstationen häufiger in Sci-Fi-Filmen anzutreffen.
2011 stellte die NASA das Konzept Nautilus-X vor. Dabei handelte es sich um ein Raumschiff für lang andauernde Missionen. Teil des Konzepts war ein rotierender Ring.
Das US-amerikanische Unternehmen Gateway Foundation veröffentlichte 2016 die Vision einer Raumstation in einer niedrigen Erdumlaufbahn für bis zu 1250 Gäste. Unter dem Projektnamen „Von-Braun-Station“ erregte dieses Konzept 2019 die Aufmerksamkeit der Medien. Finanziert werden sollte die Raumstation durch Mitgliedsbeiträge und die Einnahmen aus einer Lotterie. Im Mai 2022 wurde bekannt, dass das Projekt von der Orbital Assembly Corporation übernommen wurde. Es sollen zwei Raumstationen gebaut werden, die ursprünglich geplante, die in  Voyager Station umbenannt wurde, soll nur noch 400 Personen fassen und 2027 in Betrieb genommen werden. Die Fertigstellung einer kleineren Raumstation für 28 Personen unter dem Namen Pioneer Station ist für 2025 geplant.

## Praktische Experimente (Auswahl)
- 1965: Bei einem missglückten Experiment wurden die Astronauten an Bord von Gemini 8 durch die Rotation ihres Gefährts einer starken Beschleunigung ausgesetzt.
- 1966: Gemini 11 und ein Agena-Zielkörper rotierten durch ein Seil miteinander verbunden umeinander. Der Effekt war für die Astronauten kaum spürbar, aber beobacht- und messbar. Gemini 12 führte wenige Wochen später ein ähnliches Experiment durch.[9]
- 2018: Die unbemannte deutsche Mission Eu:CROPIS nutzte die Rotation eines Satelliten um die Gravitationsbedingungen auf dem Mond für Experimente zum Pflanzenwachstum zu simulieren.[10]

## Beispiele für rotierende Raumstationen in Literatur und Film
- 1961: Solaris (Roman, Stanislaw Lem)
- 1968: 2001: Odyssee im Weltraum (Film und Roman, Arthur C. Clarke/Stanley Kubrick)
- 1984: 2010: Das Jahr, in dem wir Kontakt aufnehmen (Film, Peter Hyam)
- 1985: Das große Spiel (Ender's Game) (Roman, Orson Scott Card)
- 1994: Babylon 5 (Fernsehserie).
- 1999: Planetes (Manga/Anime).
- 2000: Mission to Mars (Film, Brian de Palma)
- 2013: Elysium (Film, Neil Blomkamp).
- 2014: Interstellar (Film, Christopher Nolan)
- 2018 ff: Bobiverse-Buchreihe: "Ackerland-Donuts" zum Anpflanzen von Nahrungsmitteln
- 2021: Star Wars: Das Buch von Boba Fett (Serie, Jon Favreau)

## Galerie

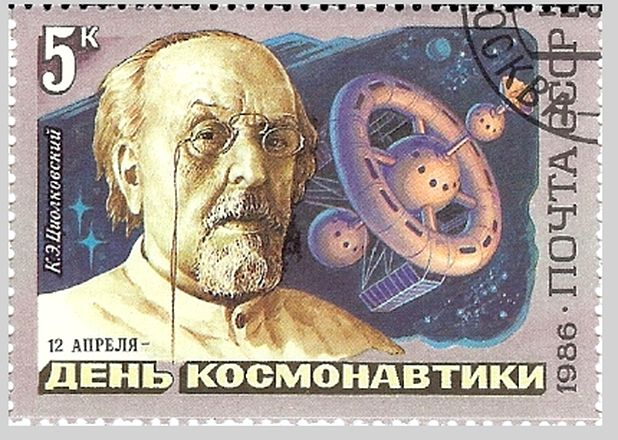
Tsiolkovskys Raumstation-Idee als Briefmarke.
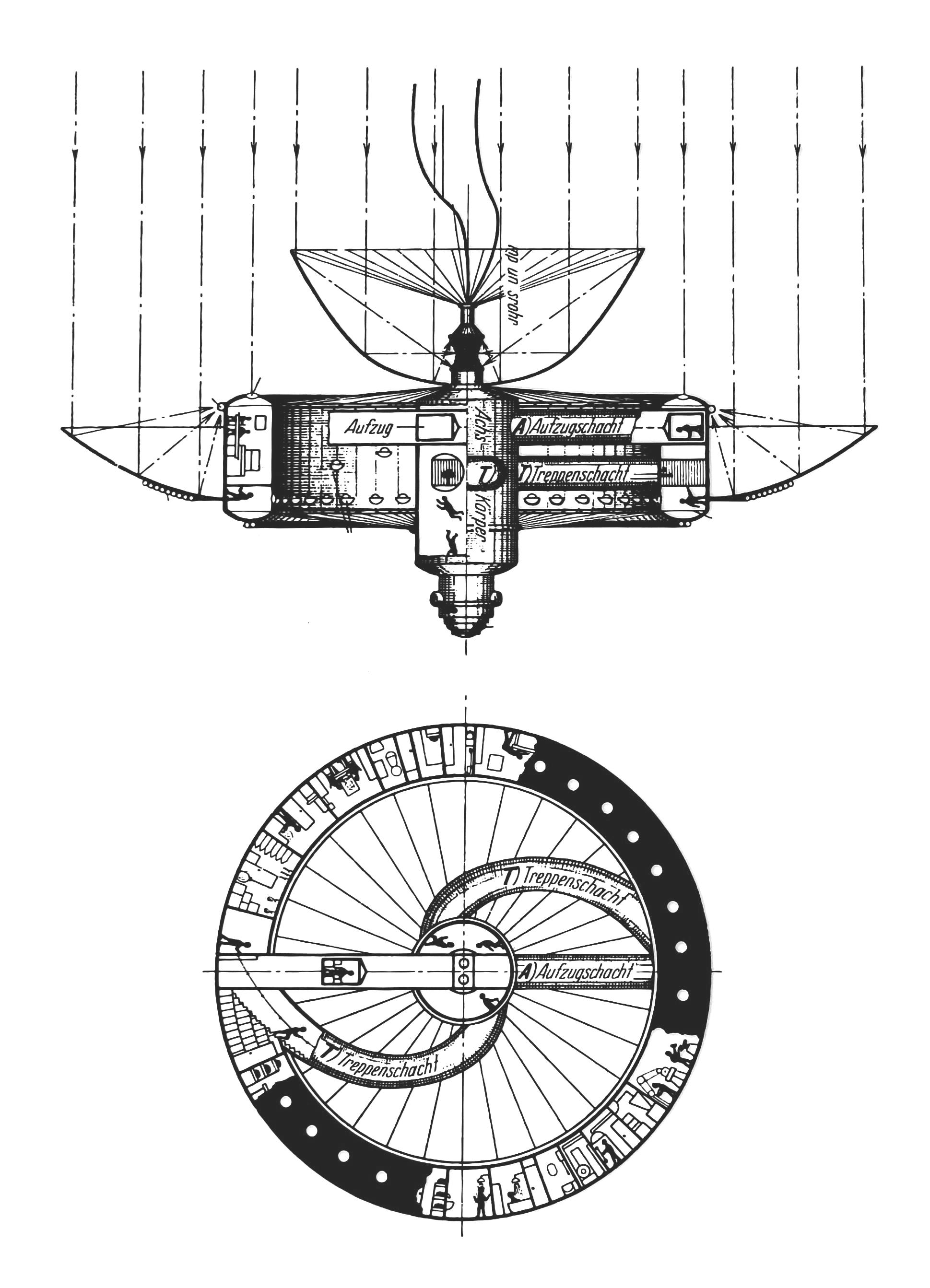
Rotierende Raumstation; Illustration aus Herman Potočniks Das Problem der Befahrung des Weltraums (1929).